# Orgie

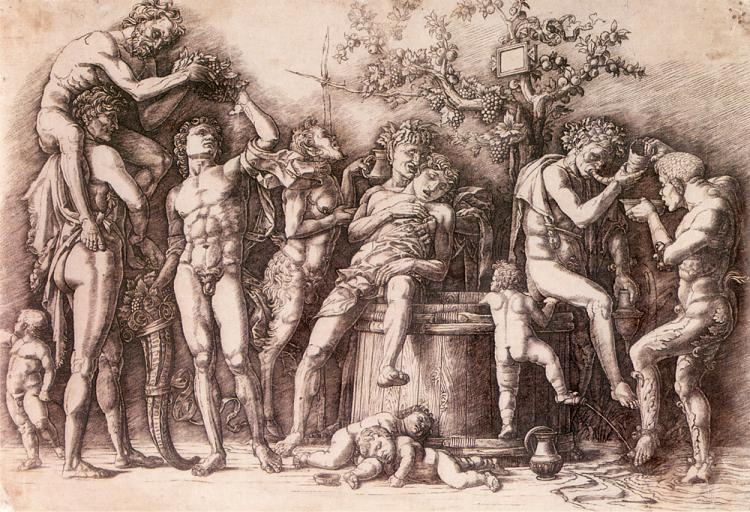
Bacchanale avec une cuve à vin (vers 1475) par Andrea Mantegna.

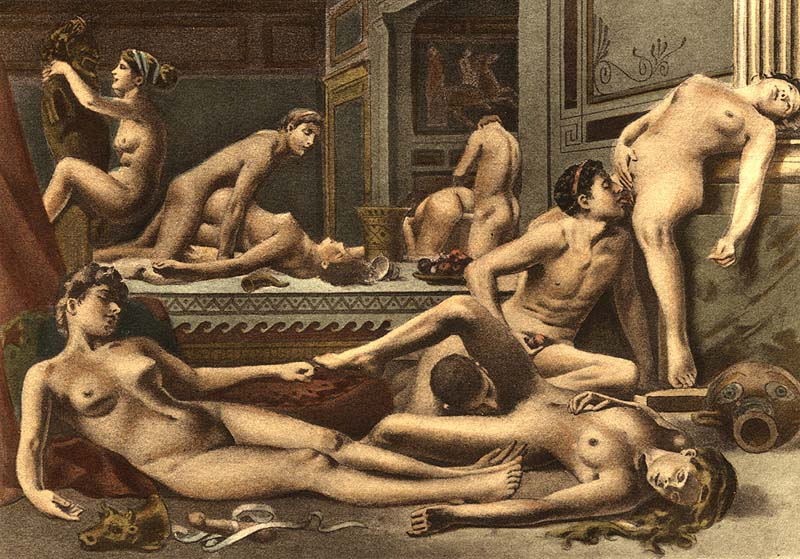
Illustration d'une orgie romaine de type sexuel par Édouard-Henri Avril (vers 1910).

Une orgie est une réunion où l'on se livre à toutes sortes d'excès. L'étymologie se réfère aux fêtes rituelles organisées dans la Grèce antique en l'honneur de Dionysos (le Dieu de l'ivresse). C'est à partir du XVIIe siècle que le terme prend une connotation sexuelle.
Aujourd'hui, le mot « orgie » a pris le sens de débauche de toutes sortes et particulièrement pour parler de débauche de table (par exemple : faire une orgie de foie gras), ou de débauche sexuelle dans le cas d'une sexualité de groupe (la profusion alimentaire pouvant être couplée d'une frénésie sexuelle). On emploie aussi le terme d'« orgie » pour donner une image de profusion ou d'excès : orgie de couleurs, orgie de lumière, etc.
Dans l'Antiquité grecque et romaine, des orgies étaient pratiquées au moment de certaines fêtes religieuses, comme les bacchanales et les saturnales.

## Description

### But
L’orgie est une activité sociale dont le but est la recherche du plaisir de ses participants.

### Caractéristiques
Les orgies de l’Antiquité combinaient toutes les modalités possibles du plaisir (sensoriel, ludique, intellectuel, etc.).

## Histoire
L'origine des orgies remonte plus loin que l'Antiquité grecque ou romaine, c'étaient des fêtes religieuses associées à la vie et à la régénération du Cosmos. L'ivresse et la prise de nourriture sacrée sont des voies mystiques et des rituels d'initiation aux mystères divins. Dans la vie spirituelle de l'homme archaïque, les orgies sont pratiquées pour renouveler les forces vives de l'univers comme ils avaient pu le voir intuitivement pour les saisons. Lors de l'avènement de l'agriculture, l'orgie devient une fête des moissons dont les traditions ont traversé le temps : la hiérophanie de l'acte primordial est reprise pour devenir sacrée.
Des données historiques (textes, poteries, mosaïques, bas-reliefs…) attestent l'existence des orgies dans la plupart des périodes de l'histoire : l'Antiquité grecque et romaine (rituels d'initiation aux mystères de Dionysos et Bacchus), le Moyen Âge, la Renaissance, et l'Époque moderne.

« Manger, boire, vomir, c'est l'image traditionnelle de l'orgie romaine. Les Romains, à la différence des Grecs, n'ont pas su contenir leurs banquets dans les limites d'un rituel, celui du plaisir et de la volupté sous toutes leurs formes. La cena romaine, c'est la bombance, une certaine image de la Rome impériale, où tout fut toujours démesuré, à l'image même de la cité et de ses habitants. »

« Dans le banquet, les Grecs ont voulu faire la synthèse de tous les plaisirs intellectuels ou physiques qu'ils ont pu concevoir. Soucieux de réduire tout comportement humain à des règles d'harmonie, ils ont “codifié” leurs fêtes pour en faire un enchaînement raisonné de distractions esthétiques, sensuelles ou spirituelles. Craignant par-dessus tout d'être les esclaves de leurs désirs, se méfiant du dévergondage qui relève du domaine de l'ubris [démesure], haïssable pour un Grec, ils rationalisent l'irrationnel et transposent jusque dans leurs bombances la définition élitiste du Kalos Kagathos, le Beau et le Bon. »

Une lecture critique des grands textes historiques légués par l'Empire romain révèle que les récits des historiens comme Tacite, Suétone ou Dion Cassius sont des œuvres de contre-propagande sénatoriale s'opposant à la propagande impériale des dynasties romaines qui, lorsqu'elle valorise un régime autoritaire cherchant à diminuer les privilèges des sénateurs voire humilier cette élite sociale, suscite ces écrits tendancieux d'historiens issus de l'oligarchie sénatoriale et qui ont inspiré l'iconographie et l'historiographie contemporaines[réf. non conforme]. Ces historiens forgent ainsi la légende noire des empereurs décadents voire dégénérés de la dynastie julio-claudienne cédant à la barbarie et à tous les excès, dont les orgies, légende qui participe aux théories « de l'empire décadent » pour expliquer la chute de l'Empire romain. « L'idée reçue, c'est que les Romains de l'Empire tardif étaient décadents parce qu'ils avaient sombré dans les orgies et les jeux ». Or, l'Antiquité tardive est une époque puritaine marquée par l'influence conjuguée du stoïcisme, du néoplatonisme et du christianisme qui façonne dans la société romaine une atmosphère aux antipodes de cette vision de décadence.
Ainsi, le but de ces descriptions orgiaques chez les auteurs antiques est avant tout moral. Il est de « condamner la « débauche », au nom de la modération et de la tempérance. » La christianisation de l’Empire romain renforcera encore cette perspective morale.

## Dans les arts
- Astérix chez les Helvètes contient des passages qui décrivent de façon humoristique quelques orgies alimentaires à l'époque de la Rome antique.
- Dans Le Parfum de Patrick Süskind.
- Dans le Magasin général, tome 1.
- Orgie sexuelle dans Eyes Wide Shut réalisé par Stanley Kubrick.
- Les trente premières minutes du film Babylon réalisé par Damien Chazelle décrivent une orgie organisée dans la société hollywoodienne des Années folles, avec notamment un long passage en plan-séquence[8].